# Kwame Gyekye

Gyekye (2019)

Kwame Gyekye (* 10. November 1939; † 13. April 2019 in Accra) war ein bedeutender ghanaischer Philosoph und Vordenker in afrikanischer Philosophie.

## Werdegang
Gyekye absolvierte sein Studium zunächst an der Universität von Ghana und wechselte später an die Harvard University. In Harvard wurde ihm der Doktorgrad in Philosophie verliehen. Gyekye war emeritierter Professor für Philosophie an der Universität von Ghana, in Legon Accra sowie Gastprofessor für Philosophie und Afrikanisch-Amerikanische Studien an der Temple University in London.

## Bibliographie
- Philosophical relevance of Akan proverbs, in: An African Journal of Philosophy, Seiten 45–53, 1975
- Akan language and the materialism thesis: a short essay on the relations between philosophy and language, Studies in Language Seiten 237–244, 1977
- Akan concept of a person, in: International Philosophical Quarterly, Seiten 277–287, 1978
- An Essay on African Philosophical Thought: The Akan Conceptual Scheme, Cambridge University Press, 1987; revised edition Temple University Press, 1995 ISBN 1-56639-380-9
- The Unexamined Life: Philosophy and the African Experience, Accra, Ghana Universities Press, 1988
- Man as a moral subject: the perspective of an African philosophical anthropology, in: The Quest for Man: The Topicality of Philosophical Anthropology von Joris van Nispens & Douwe Tiemersma (Assen/Maastricht, Netherlands: VanGorcum), 1991
- Person and Community [Ghanaian Philosophical Studies 1, The Council for Research in Values and Philosophy], Herausgegeben von Gyekye & Kwasi Wiredu, 1992
- Person and Community in African Thought sowie Traditional political ideas and values, 1992 im vorhergehenden Werk
- Aspects of African communitarian thought, The Responsive Community: Rights and Responsibilities, 1995
- Tradition and Modernity: Philosophical Reflections on the African Experience, Oxford University Press 1997
- Beyond Cultures: Perceiving a Common Humanity [Reihe: Ghanaian Philosophical Studies, III; The J.B. Danquah Memorial Lectures, Ser. 32], Accra 2003.
- Philosophy, Culture an Vision. African Perspectives. Selected Essays. Legon-Accra: Sub-Saharian Publishers 2013.